# 卡蒂薩克站
格林威治海岸地區的卡蒂薩克站（英語：Cutty Sark for Maritime Greenwich DLR station）是碼頭區輕便鐵路的一個車站，位於倫敦東南部格林威治。站名來自於卡蒂薩克號。該站是格林威治的碼頭區輕鐵車站中最中間的一座，也是碼頭區輕鐵中首個位於泰晤士河南岸的車站。卡提薩克站位於倫敦第2及第3收費區的交界處，開通於1999年12月3日。
卡蒂薩克車站的名字得源于同名的飞剪式帆船，而此帆船被存放在車站以北的200米左右的國家航海博物馆（National Maritime Museum)。除了博物馆外，此地区还有以下的好几个旅游观光点：
- 格林威治皇家天文台(Royal Observatory, Greenwich)
- 格林威治地道（Greenwich Foot Tunnel）
- 三一拉班高等音乐舞蹈学院(Trinity Laban Conservatoire of Music and Dance)
- 格林威治皇家海軍學院(Old Royal Naval College)
- 格林威治医院（Greenwich Hospital）:以前是皇家海军学院医院